# Prva Vlada Republike Hrvatske
Prva Vlada Republike Hrvatske je saziv Vlade Republike Hrvatske, tada kao Izvršnog vijeća Sabora Republike Hrvatske, u periodu od 30. svibnja 1990. do 24. kolovoza 1990. Predsjednik Vlade bio je Stjepan Mesić. 

## Sastav
| Ime i prezime               | Funkcija                                                                         | Vrijeme obnašanja dužnosti       |
| --------------------------- | -------------------------------------------------------------------------------- | -------------------------------- |
| Stjepan Mesić               | predsjednik                                                                      | 30. svibnja - 24. kolovoza 1990. |
| Bernardo Jurlina            | potpredsjednik                                                                   | 31. svibnja - 24. kolovoza 1990. |
| dr. sc. Mate Babić          | potpredsjednik                                                                   | 31. svibnja - 24. kolovoza 1990. |
| dr. sc. Milan Ramljak       | potpredsjednik                                                                   | 31. svibnja - 24. kolovoza 1990. |
| dr. sc. Stjepan Zdunić      | ministar društvenog planiranja                                                   | 31. svibnja - 24. kolovoza 1990. |
| dr. sc. Božo Udovičić       | ministar energetike i industrije                                                 | 31. svibnja - 24. kolovoza 1990. |
| dr. sc. Marijan Hanžeković  | ministar financija                                                               | 25. srpnja - 24. kolovoza 1990.  |
| Milan Hrnjak                | ministar građevinarstva, stambeno-komunalnih poslova i zaštite čovjekove okoline | 31. svibnja - 24. kolovoza 1990. |
| Milovan Šibl                | ministar informiranja                                                            | 31. svibnja - 24. kolovoza 1990. |
| mr. sc. Zdravko Mršić       | ministar u Vladi                                                                 | 31. svibnja - 31. srpnja 1990.   |
| mr. sc. Zdravko Mršić       | ministar inozemnih poslova                                                       | 31. svibnja - 24. kolovoza 1990. |
| mr. sc. Petar Kriste        | ministar obrane                                                                  | 31. svibnja - 24. kolovoza 1990. |
| Ivan Tarnaj                 | ministar poljoprivrede, šumarstva i vodoprivrede                                 | 31. svibnja - 24. kolovoza 1990. |
| dr. sc. Davorin Rudolf      | ministar pomorstva                                                               | 25. srpnja - 24. kolovoza 1990.  |
| dr. sc. Branko Babac        | ministar pravosuđa i uprave                                                      | 28. lipnja - 24. kolovoza 1990.  |
| dr. sc. Josip Božičević     | ministar prometa i veza                                                          | 25. srpnja - 24. kolovoza 1990.  |
| akademik Vlatko Pavletić    | ministar prosvjete, kulture i športa                                             | 31. svibnja - 24. kolovoza 1990. |
| Marin Črnja                 | ministar rada, boračkih i invalidskih pitanja                                    | 31. svibnja - 24. kolovoza 1990. |
| Janko Vranyczany-Dobrinović | ministar turizma                                                                 | 25. srpnja - 24. kolovoza 1990.  |
| Josip Boljkovac             | ministar unutarnjih poslova                                                      | 31. svibnja - 24. kolovoza 1990. |
| dr. sc. Zvonimir Medvedović | ministar u Vladi                                                                 |                                  |
| dr. sc. Zvonimir Medvedović | ministar za robni promet                                                         | 25. srpnja - 24. kolovoza 1990.  |
| Dragutin Kalogjera          | ministar u Vladi                                                                 | 31. svibnja - 24. kolovoza 1990. |
| Gojko Šušak                 | ministar iseljeništva                                                            | 31. svibnja - 24. kolovoza 1990. |
| dr. sc. Andrija Hebrang     | ministar zdravstva                                                               | 30. svibnja - 24. kolovoza 1990. |
| dr. sc. Osman Muftić        | ministar znanosti, tehnologije i informatike                                     | 30. svibnja - 24. kolovoza 1990. |
| Branko Bergman              | ministar vodoprivrede                                                            | 25. srpnja - 24. kolovoza 1990.  |
| Vjenceslav Cvitan           | tajnik Vlade                                                                     | 30. svibnja - 24. kolovoza 1990. |

## Poveznice
- Vlada Republike Hrvatske
- Popis hrvatskih predsjednika Vlade
- Predsjednik Vlade Republike Hrvatske

## Vanjske poveznice
- Kronologije Vlade RH  Arhivirana inačica izvorne stranice od 1. srpnja 2007. (Wayback Machine)
- Vlada RH  Arhivirana inačica izvorne stranice od 11. lipnja 2007. (Wayback Machine)